# Gymnothorax
Gymnothorax (Bloch, 1795) è un genere di pesci appartenente alla famiglia Muraenidae.

## Etimologia

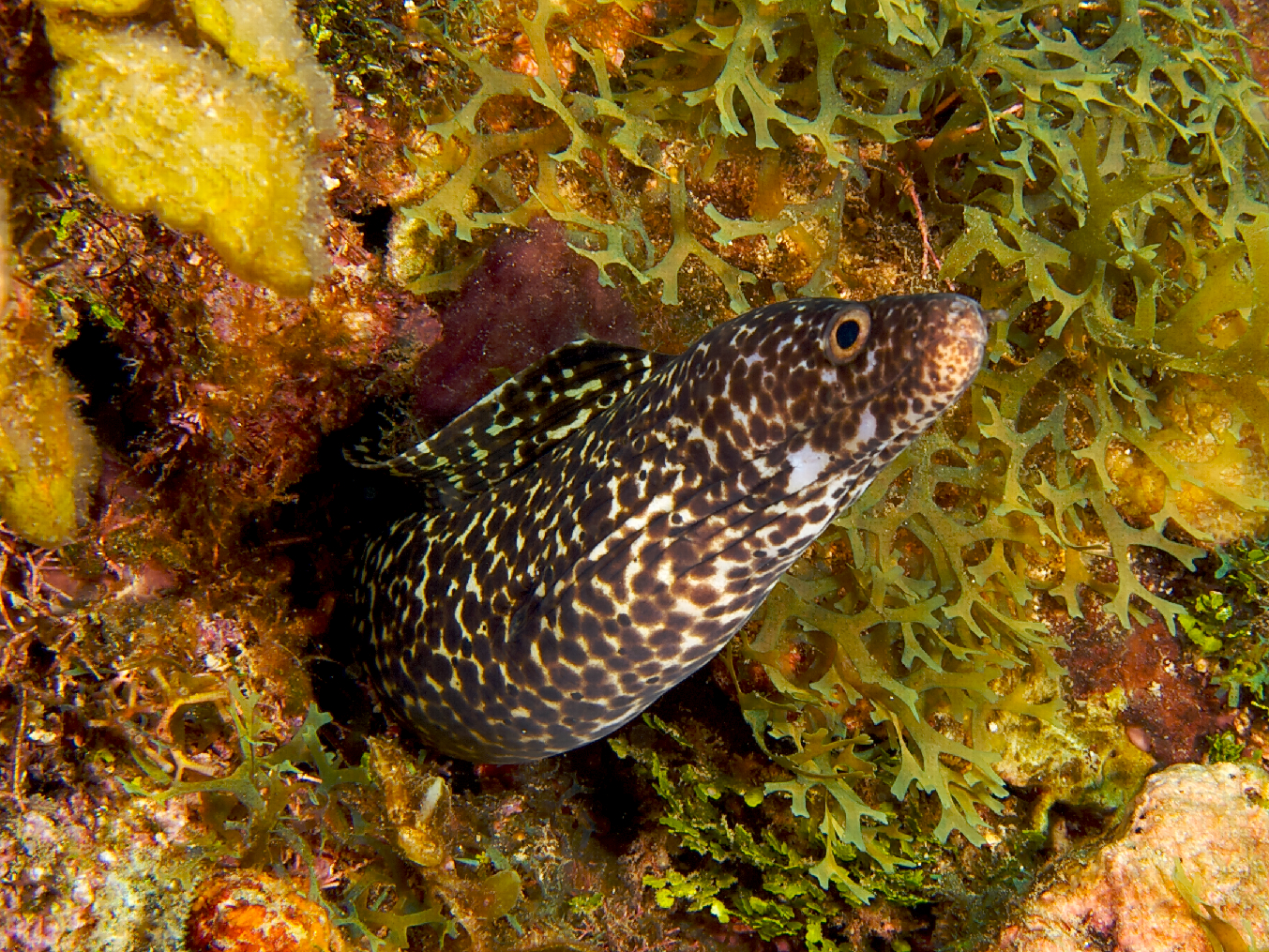
G. moringa, specie tipica delle barriere coralline atlantiche dei Caraibi

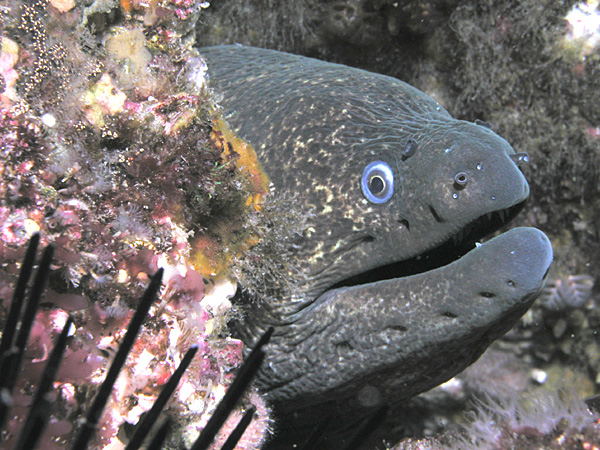
La grossa G. mordax vive lungo le coste della California

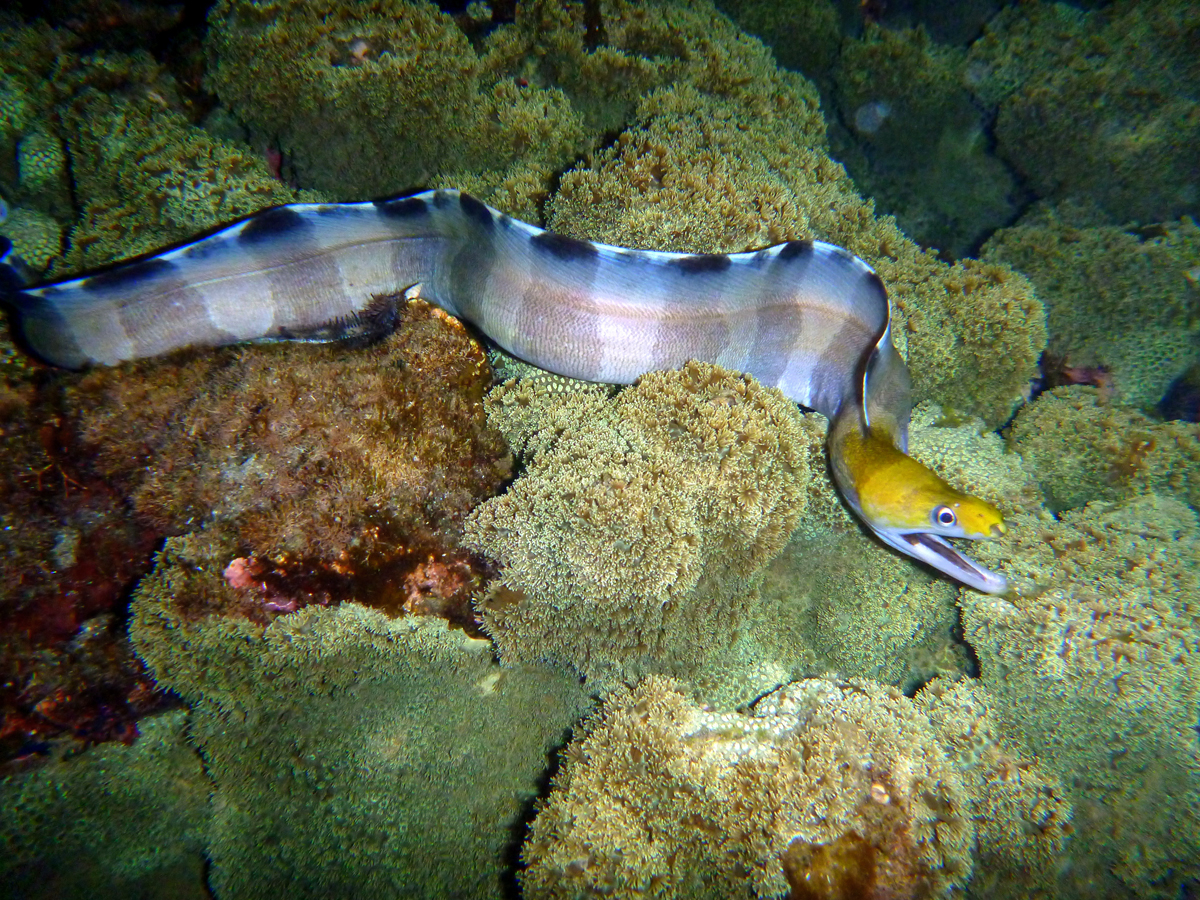
G. rueppelliae; le murene escono dalla tana di notte per cacciare

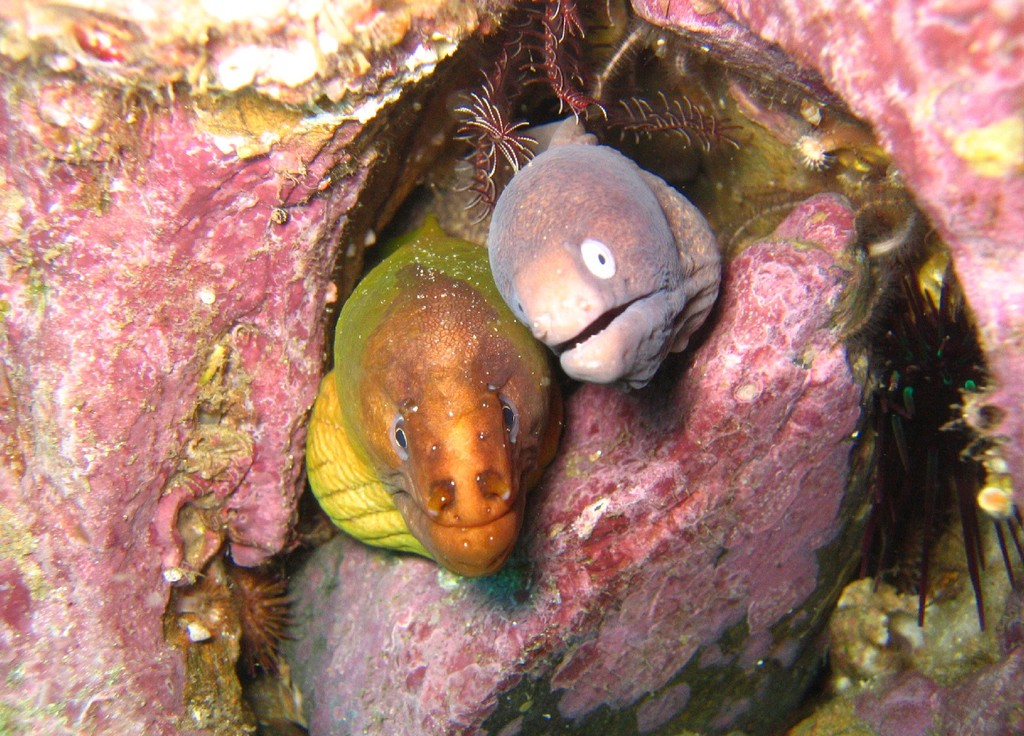
Spesso più specie condividono la tana: G. prasinus e G. thyrsoideus

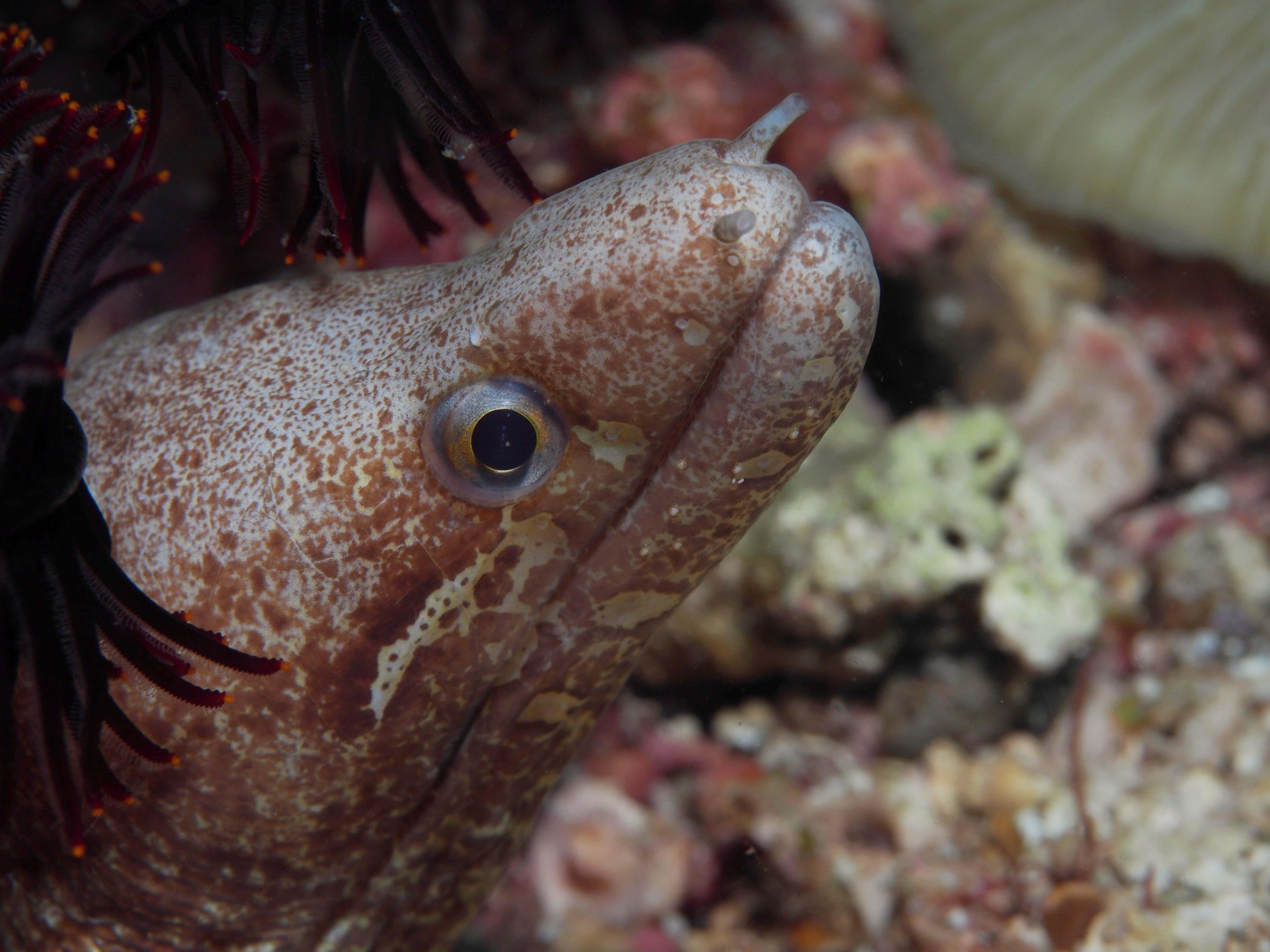
La piccola G. zonipectis, specie tropicale non aggressiva

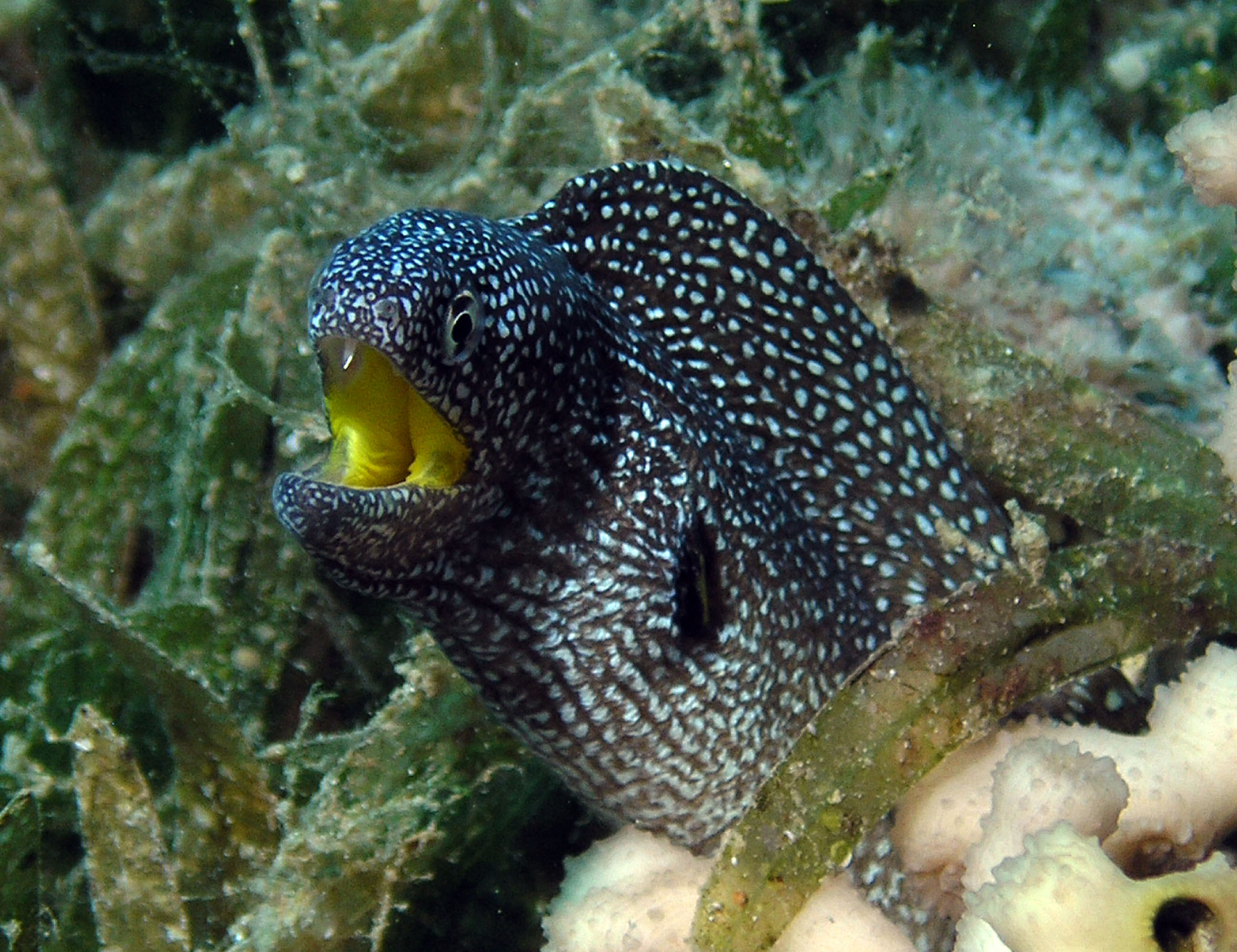
G. nudivomer è riconoscibile per l'interno della bocca, di un giallo vivace

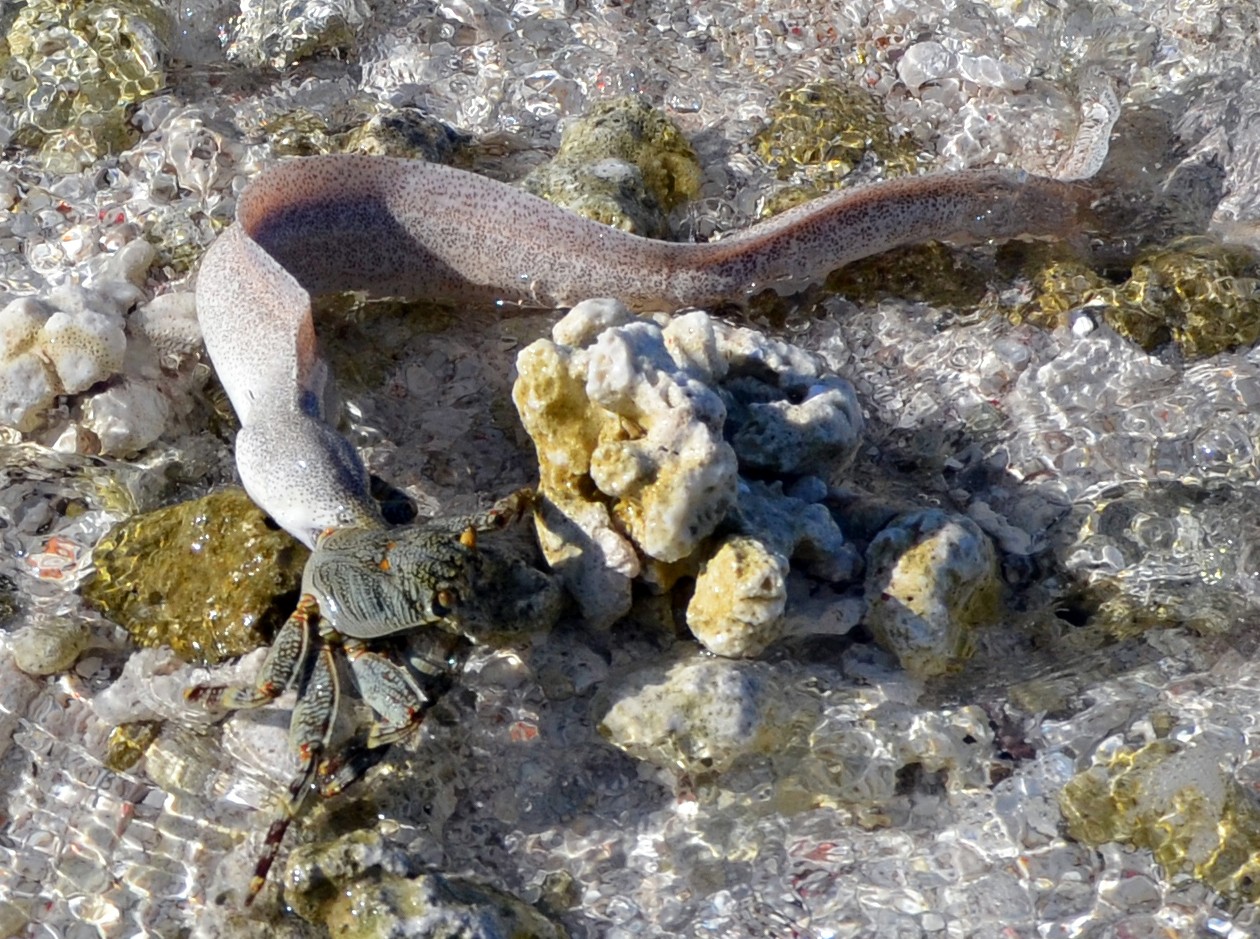
G. pictus si è specializzata nel cacciare i granchi nelle pozze di marea

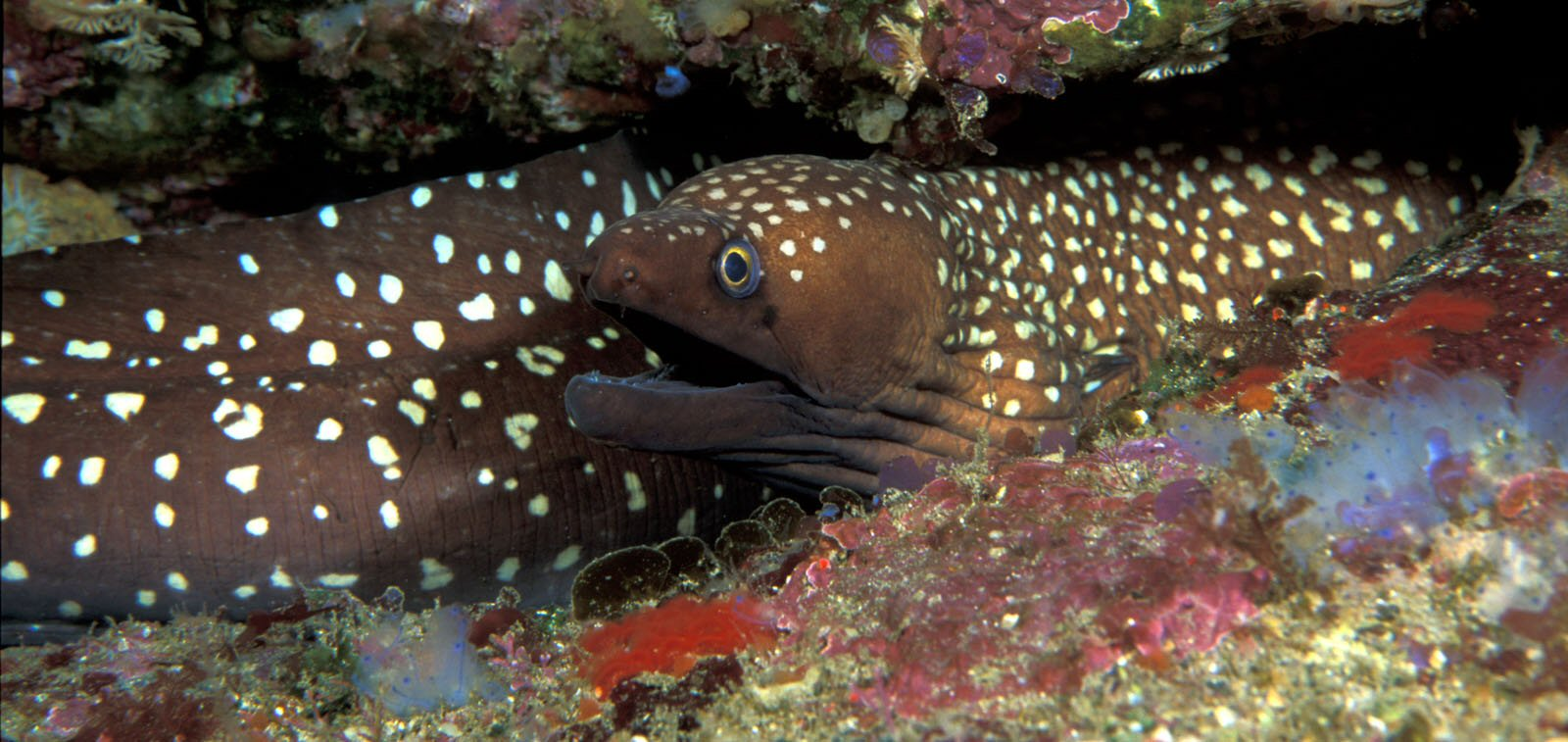
G. prionodon, specie australiana dalla particolare livrea maculata

La mascella faringea, un secondo paio di mascelle nascosto nell'esofago

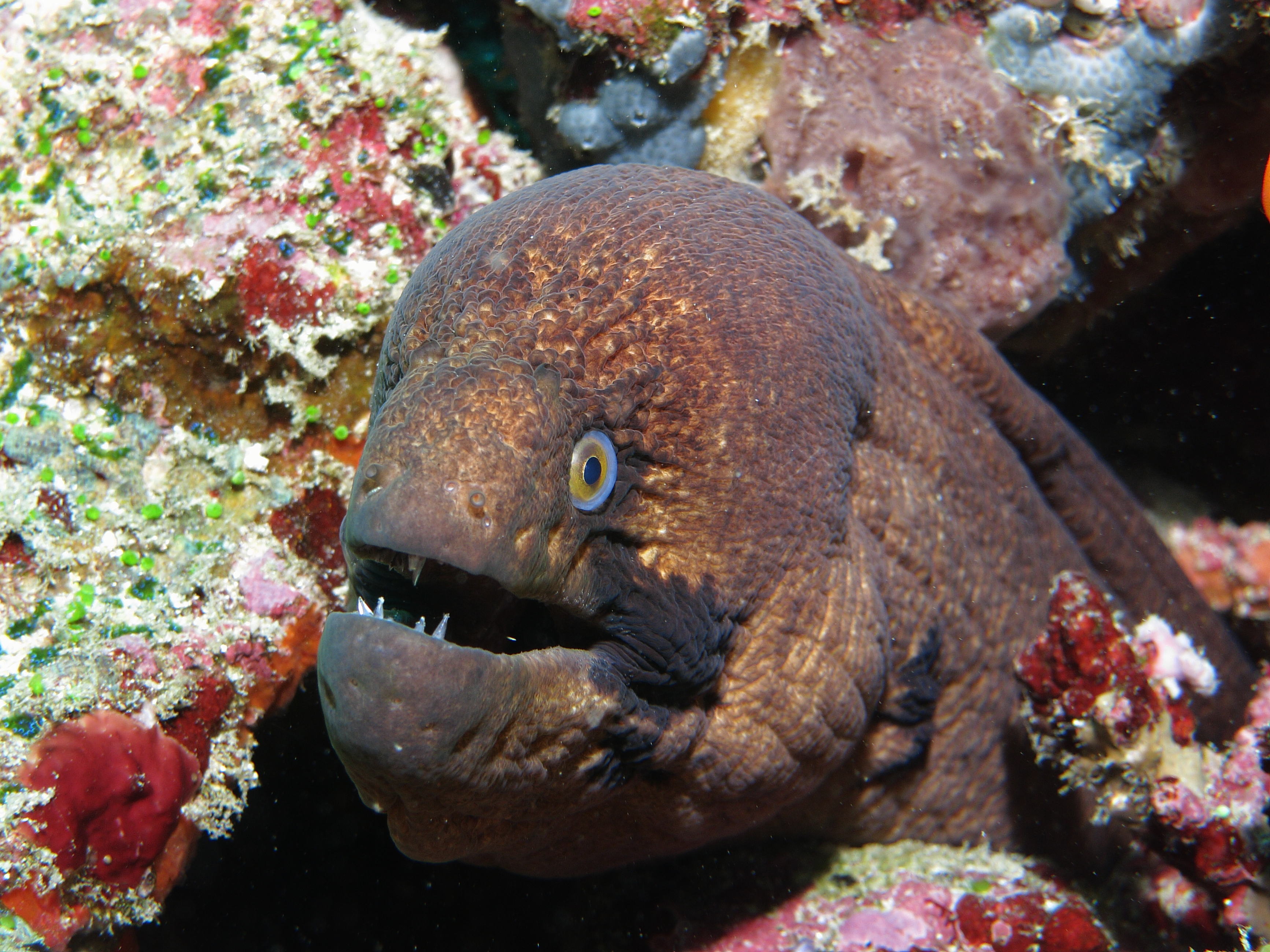
G. breedeni è una rara specie diffusa nei pendii corallini

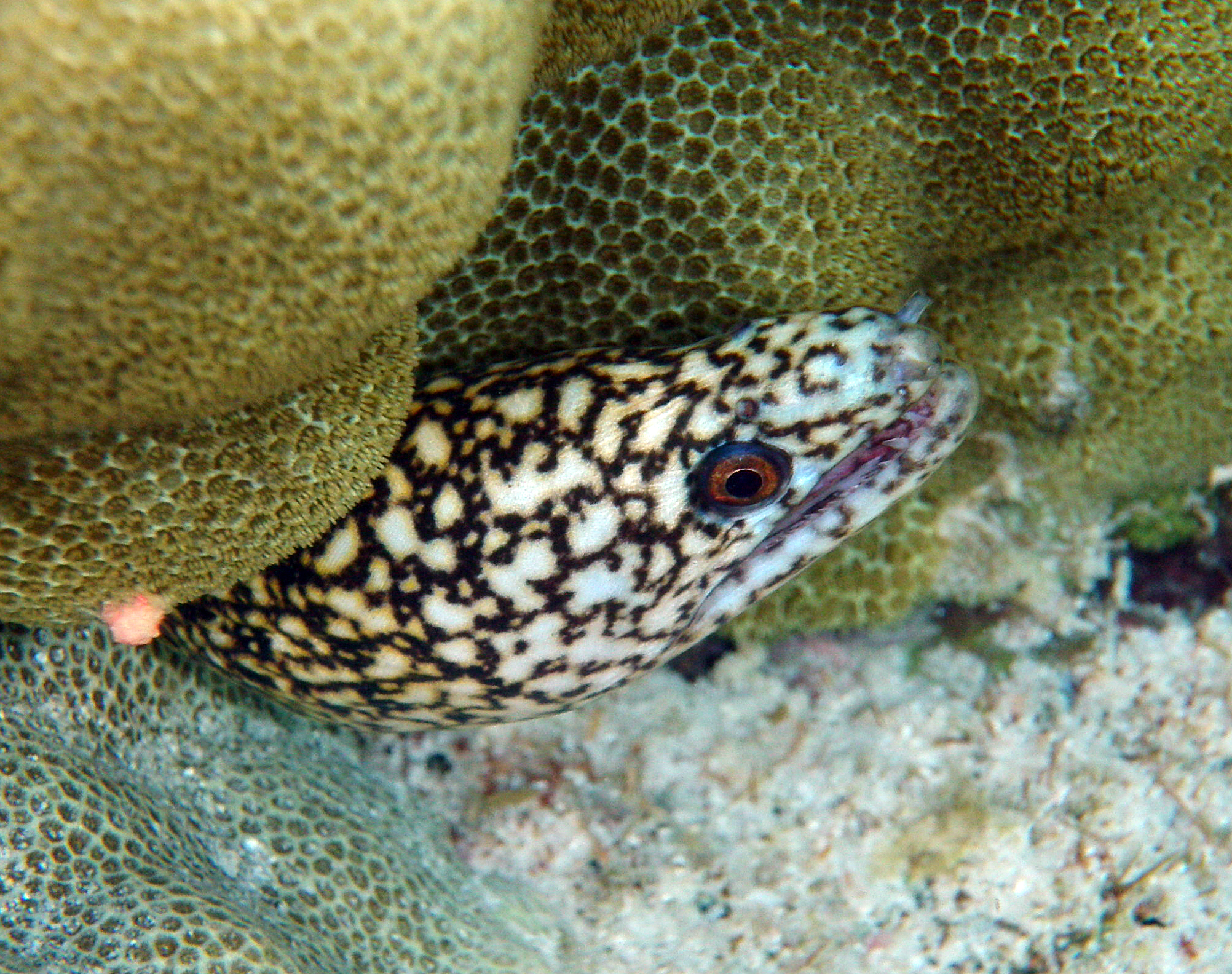
G. eurostus è una specie dalla livrea estremamente variabile

Il nome del genere Gymnothorax viene dal greco "Gymnos" (nudo) e dal latino "thorax" (torace); si tratta infatti di pesci dal torace nudo privo di squame (una caratteristica comune in realtà a tutte le murene).

## Descrizione
Al genere Gymnothorax appartengono alcune delle murene più grosse; alcune specie tropicali infatti, come G. javanicus, G. favagineus e G. funebris, possono addirittura raggiungere i 3 metri di lunghezza. Altre specie invece, come G. griseus e G. thyrsoideus, misurano mediamente 40 cm di lunghezza e raggiungono solo occasionalmente i 60 cm.
Rispetto ad altre murene (come Muraena) le specie del genere Gymnothorax hanno un capo molto grosso e sviluppato, e meno slanciato. Anche le narici tubolari sono generalmente più piccole e meno evidenti che in Muraena. Solo alcune specie presentano un capo più o meno slanciato e meno tozzo, come G. undulatus e G. rueppelliae.
L'aspetto generale è quello comune alle altre murene. La colorazione è estremamente variabile a seconda della specie. Molte di queste sono tropicali e abitano le barriere coralline; per una diretta specializzazione a questo habitat hanno quindi assunto vivacissime colorazioni, striate o maculate, e che talvolta (per mimetismo) continuano anche all'interno della bocca (come in G. favagineus e G. isingteena). Altre specie invece sono direttamente identificabili per la vivace colorazione dell'interno della bocca, diversa da quella del resto del corpo (come in G. meleagris e G. nudivomer).
Altre specie invece (principalmente non tropicali), come G. unicolor (l'unica nel Mar Mediterraneo), hanno colorazioni meno vivaci, senza disegni particolari lungo il corpo.

## Biologia
Molte specie, principalmente quelle di maggiori dimensioni, sono ospiti frequenti di labridi e gamberetti pulitori.
Le specie più piccole e gli esemplari giovani possono essere talvolta predati da serpenti di mare, squali o addirittura da murene più grosse dello stesso genere.

### Comportamento
Al contrario di come molti pensano, nessuna specie di murena è velenosa, né tanto meno aggressiva: mordono solo se seriamente disturbate. Il rischio è più alto solo quando viene offerto del cibo all'animale. Per questo, la pratica molto usata dai sub di cibare le murene in immersione con delle esche è sconsigliata: non avendo una vista eccezionale, è capitato in una barriera corallina che una murena gigante, confondendo la mano di un sub per un'esca, staccò accidentalmente un dito con un morso. Le murene del genere Gymnothorax sono in realtà molto timide e temono l'uomo; inoltre la credenza popolare che il morso di una murena sia velenoso, non è fondata. L'unico rischio in caso di morso è che la ferita si infetti.

### Alimentazione
Le murene del genere Gymnothorax possono cacciare svariati tipi di prede; principalmente si cibano di pesci, molluschi e crostacei. Le specie più grosse si nutrono soprattutto di cefalopodi (principalmente polpi), che arrivano a stremare avvitandosi su sé stesse dopo il morso, così da staccare le braccia e da rendere in brandelli il corpo molle. Altre specie invece, come G. pictus, si sono adattate a cacciare i granchi nelle pozze di marea.
Al contrario di come molti pensano, le murene non cacciano in agguato aspettando che passi una preda davanti alla tana. Molte specie hanno abitudini crepuscolari e rimangono negli anfratti solo di giorno, per uscirvi di notte. Non avendo una vista eccezionale, confidano nelle loro incredibili capacità olfattive per scovare nel buio i pesci che dormono tra i coralli e le rocce. Grazie al corpo serpentiforme e al muco scivoloso lungo il corpo, riescono a raggiungere i ripari delle prede inaccessibili ad altri predatori, come gli squali o le cernie.

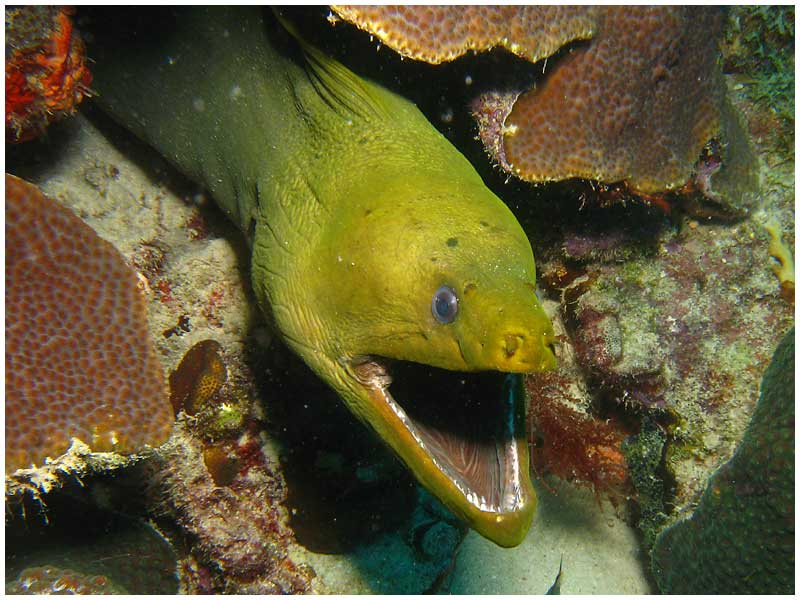
Gymnothorax funebris

Come le altre murene, le specie del genere Gymnothorax sono dotate di una "mascella" aggiuntiva nell'esofago allo scopo di inghiottire al meglio prede voluminose (mascella faringea).

## Tassonomia

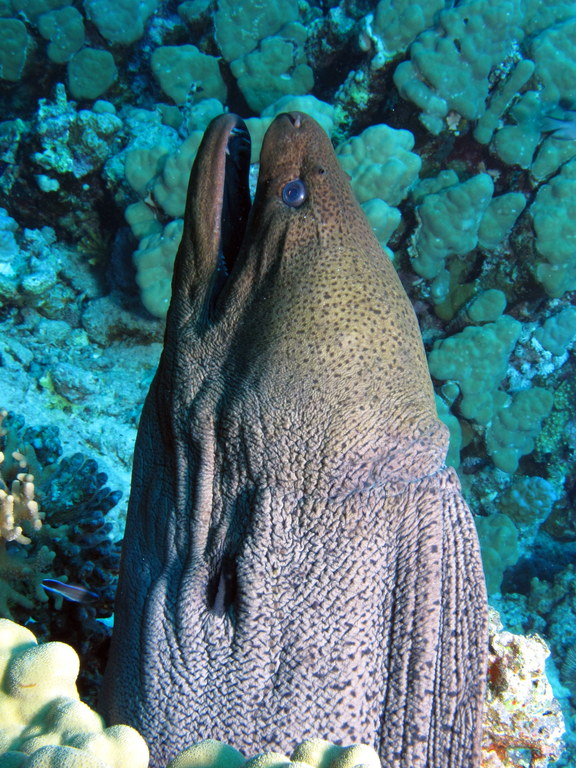
Gymnothorax javanicus

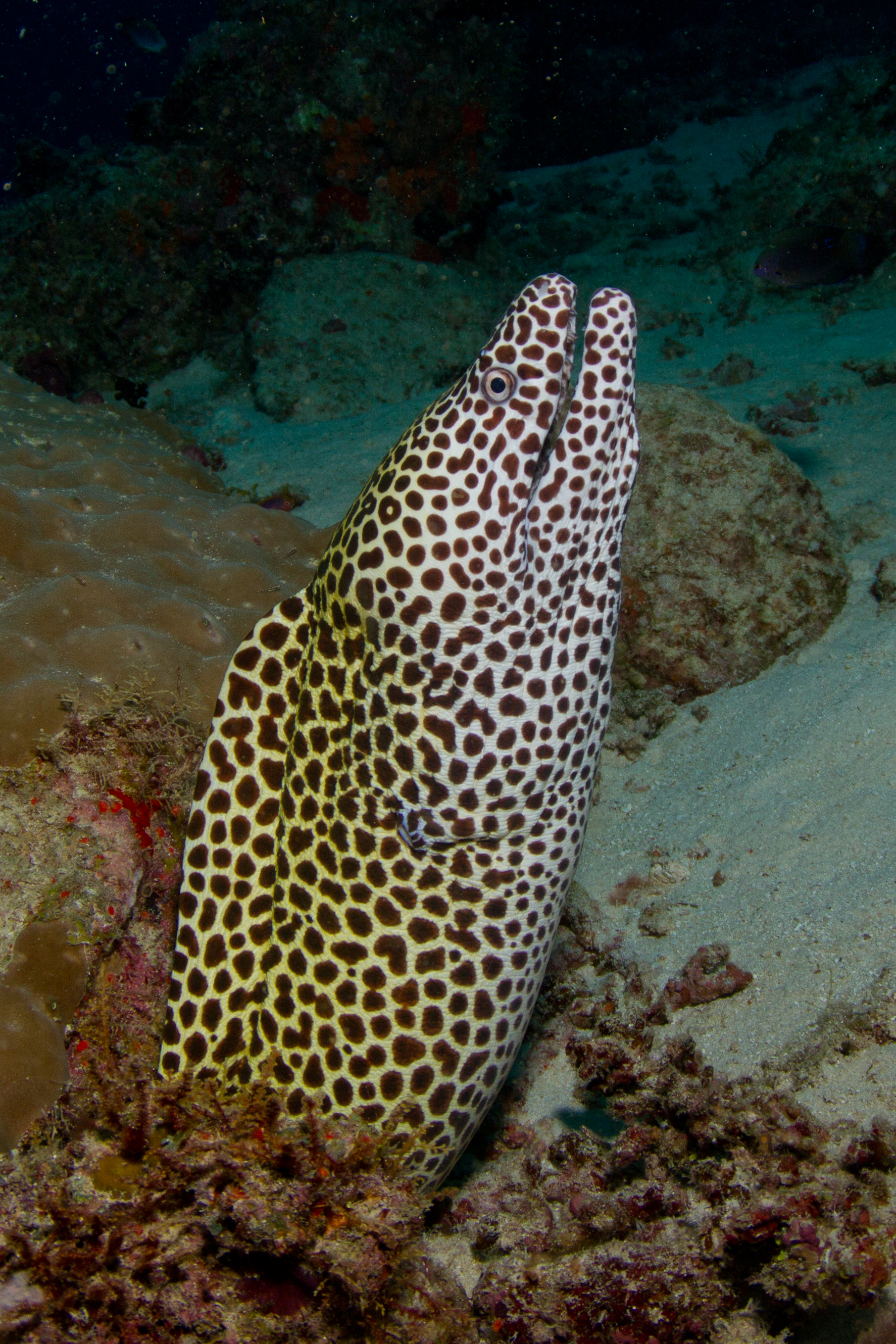
Gymnothorax favagineus

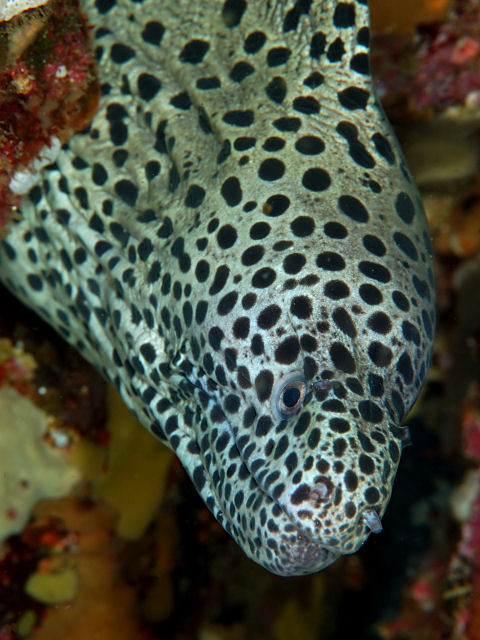
Gymnothorax isingteena

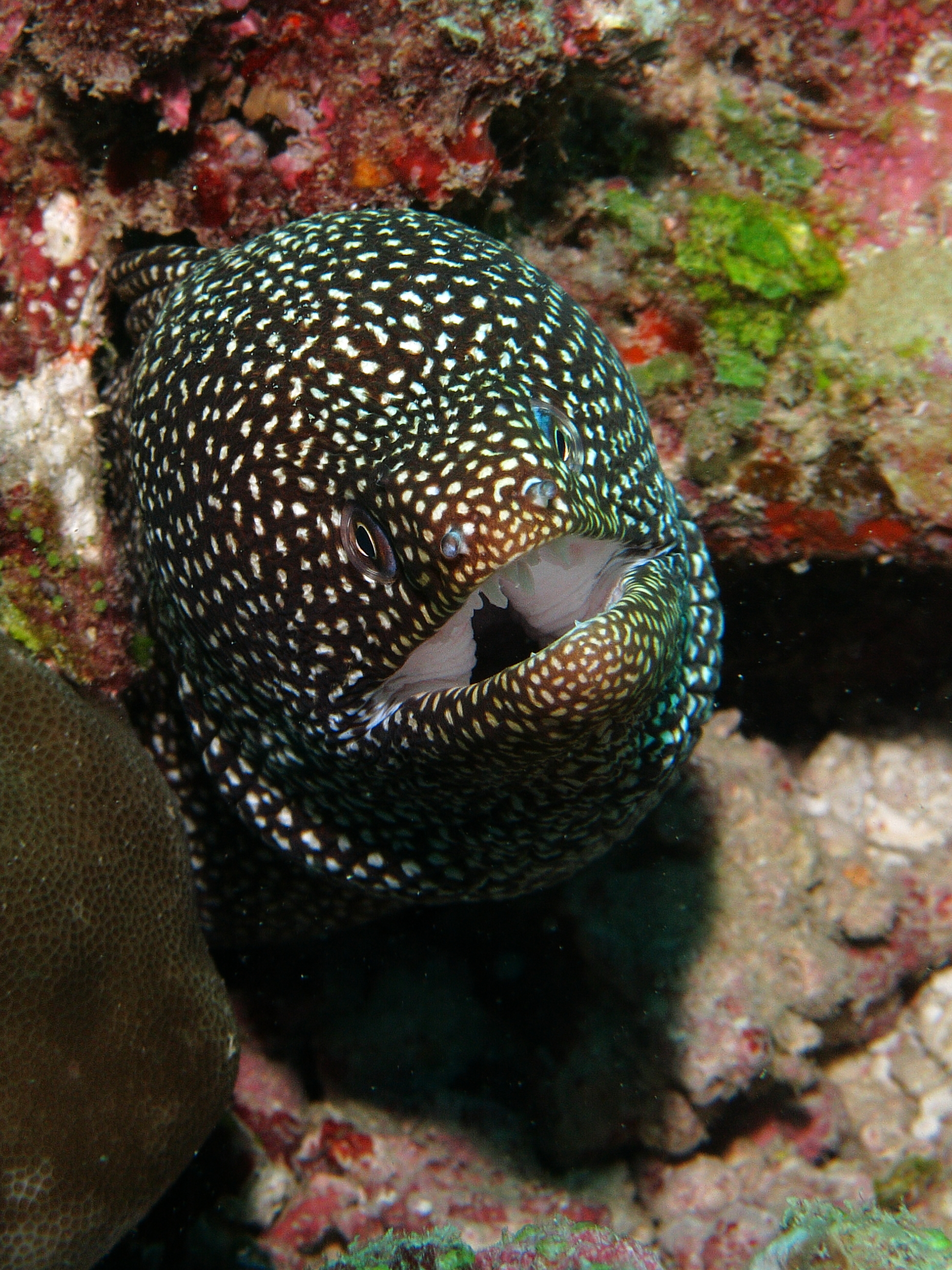
Gymnothorax meleagris

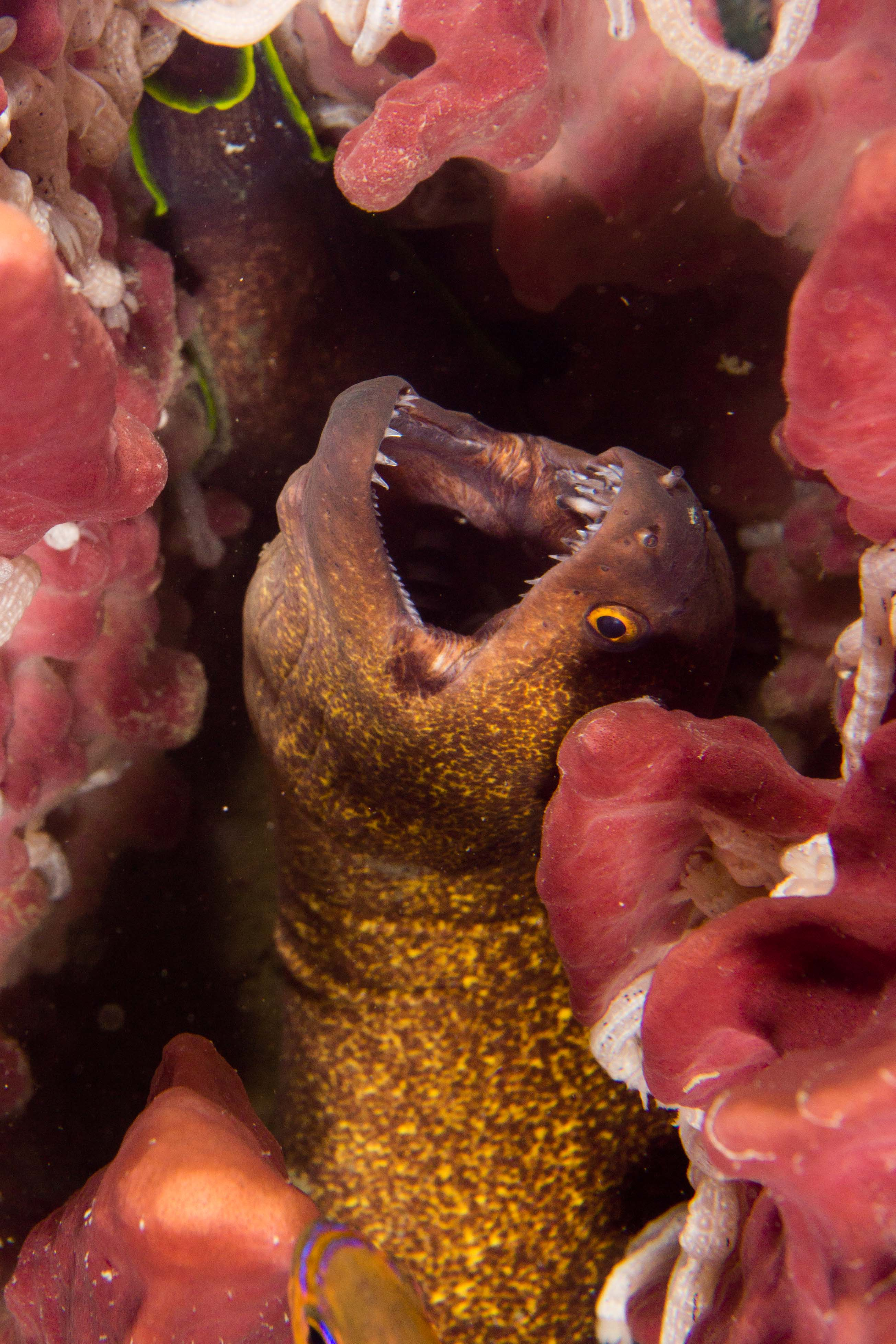
Gymnothorax flavimarginatus

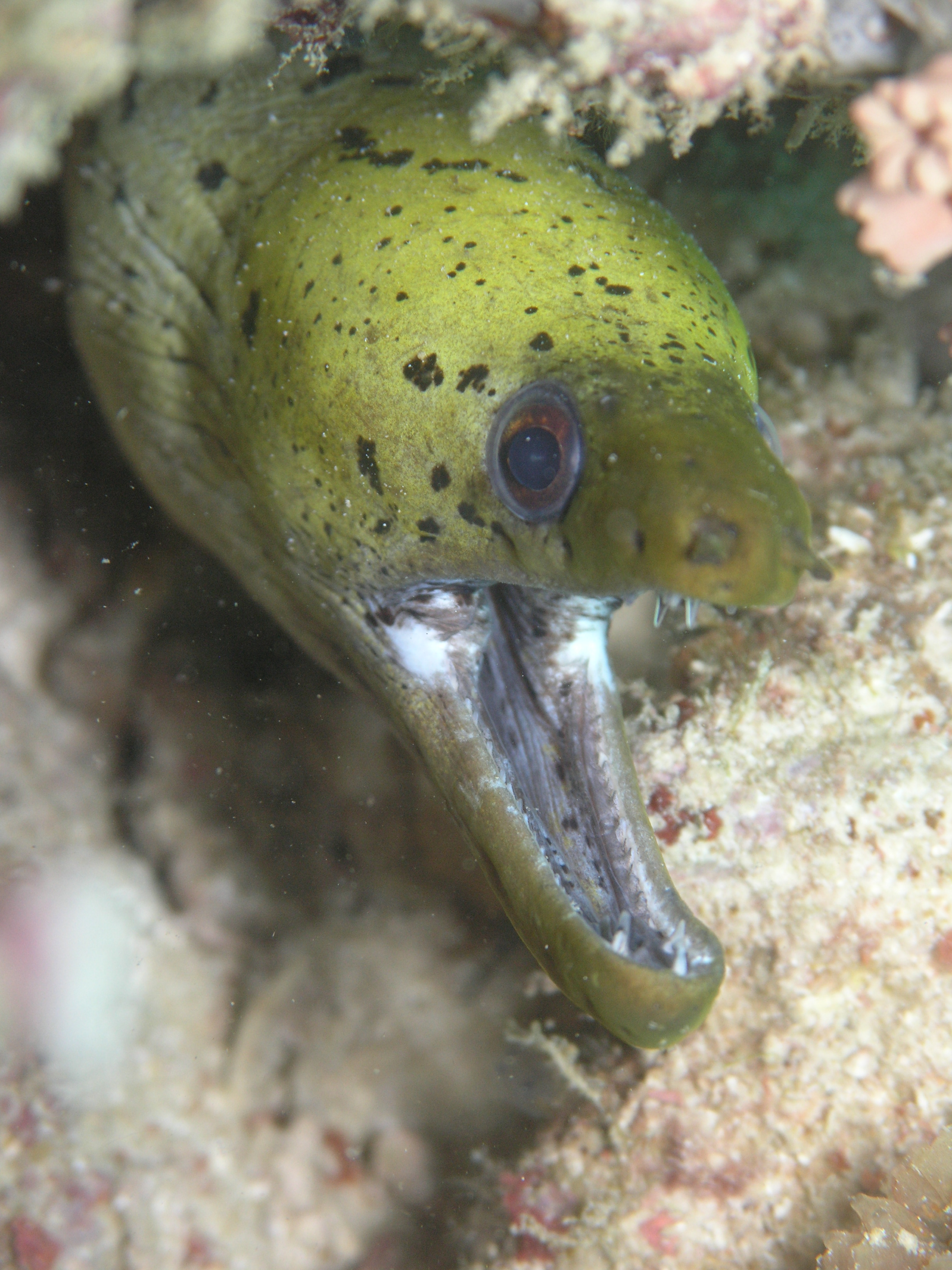
Gymnothorax fimbriatus

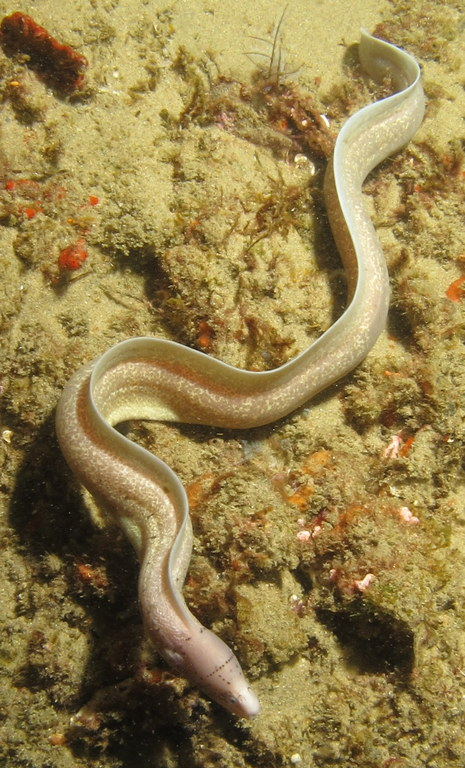
Gymnothorax griseus

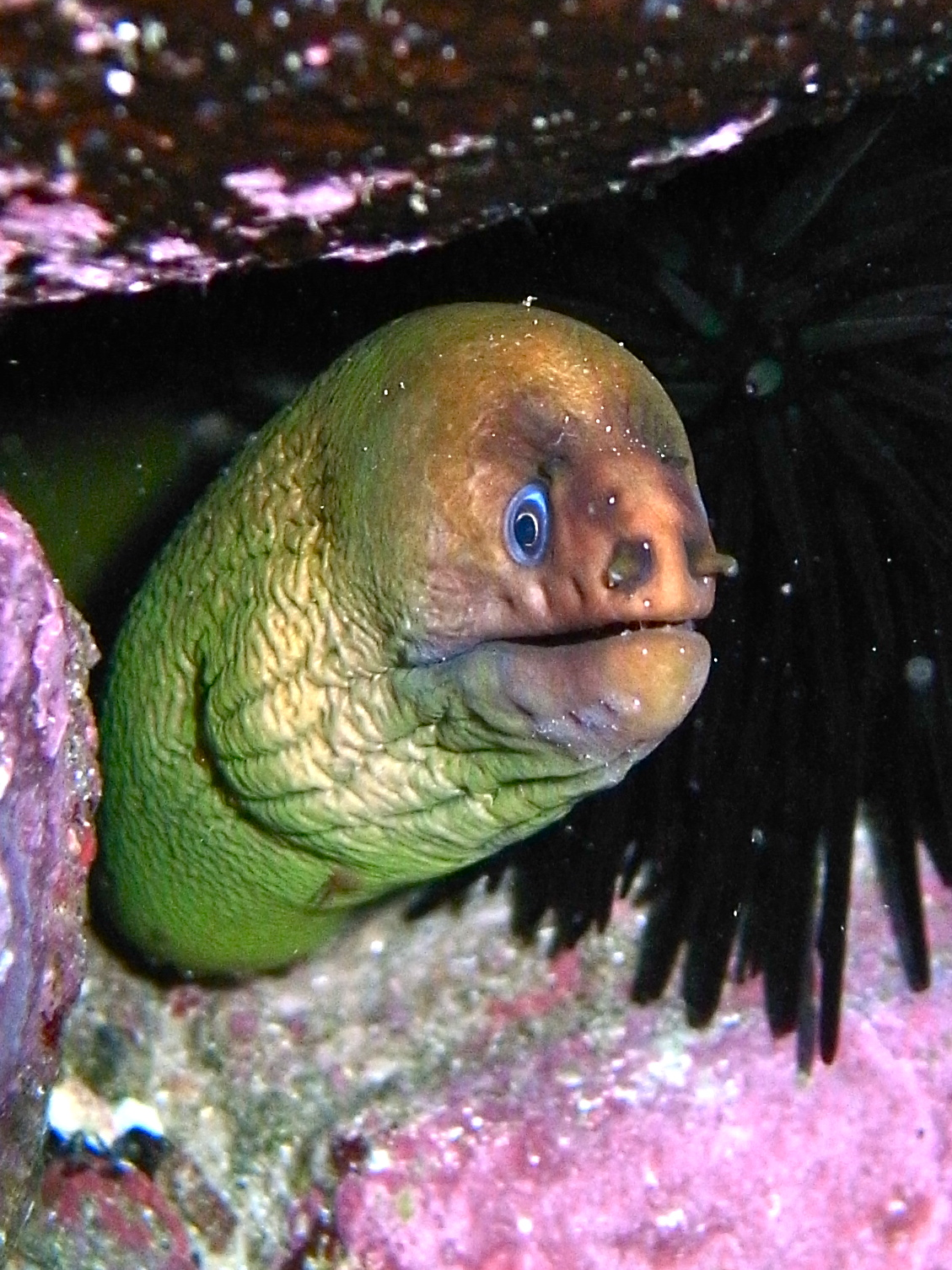
Gymnothorax prasinus

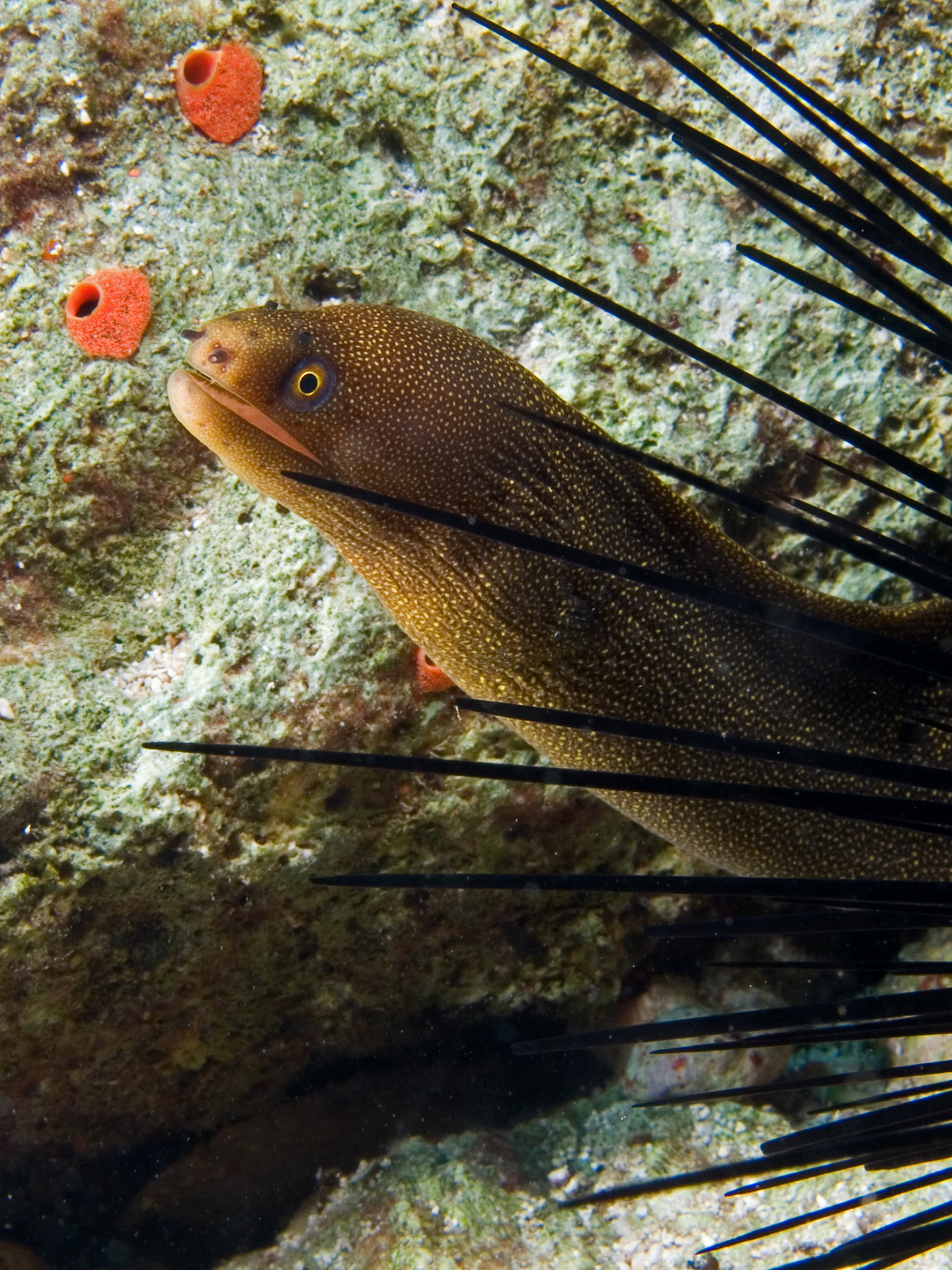
Gymnothorax miliaris

Sia FishBase che World Register of Marine Species riconoscono un totale di 128 specie valide nel genere Gymnothorax.
- - Gymnothorax afer Bloch, 1795 (murena scura)
  - Gymnothorax albimarginatus Temminck & Schlegel, 1846 (murena dal margine bianco)
  - Gymnothorax andamanensis Mohapatra, Kiruba-Sankar, Praveenraj & Mohanty, 2019 (murena delle Andamane)
  - Gymnothorax angusticauda M. C. W. Weber & de Beaufort, 1916
  - Gymnothorax angusticeps Hildebrand & F. O. Barton, 1949
  - Gymnothorax annasona Whitley, 1937 (murena dell'isola di Lord Howe)
  - Gymnothorax annulatus D. G. Smith & E. B. Böhlke, 1997 (murena dagli anelli)
  - Gymnothorax atolli Pietschmann, 1935 (murena degli atolli)
  - Gymnothorax aurocephalus Nashad, Mohapatra, Varghese & Bineesh, 2020 (murena dal capo dorato)
  - Gymnothorax australicola Lavenberg, 1992 (murena del Pacifico meridionale)
  - Gymnothorax austrinus E. B. Böhlke & McCosker, 2001 (murena meridionale)
  - Gymnothorax bacalladoi E. B. Böhlke & Brito, 1987 (murena delle Canarie)
  - Gymnothorax baranesi D. G. Smith, Brokovich & Einbinder, 2008
  - Gymnothorax bathyphilus J. E. Randall & McCosker, 1975 (murena di profondità)
  - Gymnothorax berndti Snyder, 1904 (murena dalla Y)
  - Gymnothorax breedeni McCosker & J. E. Randall, 1977 (murena mascherata)
  - Gymnothorax buroensis Bleeker, 1857 (murena vagabonda)
  - Gymnothorax castaneus D. S. Jordan & C. H. Gilbert, 1883 (murena verde di Panama, murena gigante di Panama)
  - Gymnothorax castlei E. B. Böhlke & J. E. Randall, 1999 (murena di Castle)
  - Gymnothorax cephalospilus E. B. Böhlke & McCosker, 2001 (murena dalla testa macchiata)
  - Gymnothorax chilospilus Bleeker, 1864 (murena dalle labbra macchiate)
  - Gymnothorax chlamydatus Snyder, 1908 (murena di fango fasciata)
  - Gymnothorax conspersus Poey, 1867 (murena sellata)
  - Gymnothorax cribroris Whitley, 1932 (murena setaccio)
  - Gymnothorax davidsmithi McCosker & J. E. Randall, 2008 (murena di fango di Flores)
  - Gymnothorax dorsalis Seale, 1917
  - Gymnothorax dovii Günther, 1870 (murena dalle cinque macchie)
  - Gymnothorax elaineheemstrae Sithole, Smith, Mwale & Gouws, 2020
  - Gymnothorax elegans Bliss, 1883 (murena elegante)
  - Gymnothorax emmae Prokofiev, 2010
  - Gymnothorax enigmaticus McCosker & J. E. Randall, 1982 (murena enigmatica)
  - Gymnothorax equatorialis Hildebrand, 1946 (murena dalla coda a macchie)
  - Gymnothorax eurostus C. C. Abbott, 1860 (murena di Abbott)
  - Gymnothorax eurygnathos E. B. Böhlke, 2001
  - Gymnothorax favagineus Bloch & J. G. Schneider, 1801 (murena tassellata, murena favo)
  - Gymnothorax fimbriatus E. T. Bennett, 1832 (murena fimbriata)
  - Gymnothorax flavimarginatus Rüppell, 1830 (murena bordata, murena dal bordo giallo)
  - Gymnothorax flavoculus E. B. Böhlke & J. E. Randall, 1996 (murena dal naso pallido)
  - Gymnothorax formosus Bleeker, 1864
  - Gymnothorax funebris Ranzani, 1839 (murena verde, murena gigante dei Caraibi)
  - Gymnothorax fuscomaculatus L. P. Schultz, 1953 (murena dalle macchie marroni)
  - Gymnothorax gracilicauda O. P. Jenkins, 1903 (murena dalla coda sottile)
  - Gymnothorax griseus Lacépède, 1803 (murena grigia, murena geometrica)
  - Gymnothorax hansi Heemstra, 2004
  - Gymnothorax hepaticus Rüppell, 1830
  - Gymnothorax herrei Beebe & Tee-Van, 1933 (murena di Herre)
  - Gymnothorax hubbsi J. E. Böhlke & E. B. Böhlke, 1977 (murena lichene)
  - Gymnothorax indicus Mohapatra, D. Ray, D. G. Smith & Mishra, 2016 (murena indiana)
  - Gymnothorax intesi Fourmanoir & Rivaton, 1979 (murena pinna bianca)
  - Gymnothorax isingteena J. Richardson, 1845 (murena leopardo, murena maculata indo-pacifica)
  - Gymnothorax javanicus Bleeker, 1859 (murena gigante)
  - Gymnothorax johnsoni J. L. B. Smith, 1962 (murena dalle macchie bianche)
  - Gymnothorax kidako Temminck & Schlegel, 1846 (murena Kidako)
  - Gymnothorax kolpos J. E. Böhlke & E. B. Böhlke, 1980 (murena dalla coda nera)
  - Gymnothorax kontodontos E. B. Böhlke, 2000 (murena dai denti corti)
  - Gymnothorax longinquus Whitley, 1948
  - Gymnothorax maderensis J. Y. Johnson, 1862 (murena di Madera, murena dai denti di squalo)
  - Gymnothorax mareei Poll, 1953 (murena dalla mascella macchiata)
  - Gymnothorax margaritophorus Bleeker, 1864 (murena dal collo macchiato)
  - Gymnothorax marshallensis L. P. Schultz, 1953 (murena delle Isole Marshall)
  - Gymnothorax mccoskeri D. G. Smith & E. B. Böhlke, 1997
  - Gymnothorax megaspilus E. B. Böhlke & J. E. Randall, 1995 (murena di Oman)
  - Gymnothorax melanosomatus K. H. Loh, K. T. Shao & H. M. Chen, 2011 (murena dal corpo nero)
  - Gymnothorax melatremus L. P. Schultz, 1953 (murena nana)
  - Gymnothorax meleagris G. Shaw, 1795 (murena dalla bocca bianca)
  - Gymnothorax microspila Günther, 1870
  - Gymnothorax microstictus E. B. Böhlke, 2000 (murena dalle macchie piccole)
  - Gymnothorax miliaris Kaup, 1856 (murena dalla coda dorata)
  - Gymnothorax minor Temminck & Schlegel, 1846
  - Gymnothorax mishrai D. Ray, Mohapatra & D. G. Smith, 2015 (murena del Bengala)
  - Gymnothorax moluccensis Bleeker, 1864 (murena delle Molucche)
  - Gymnothorax monochrous Bleeker, 1856
  - Gymnothorax monostigma Regan, 1909 (murena da una macchia)
  - Gymnothorax mordax Ayres, 1859 (murena californiana)
  - Gymnothorax moringa G. Cuvier, 1829 (murena maculata, murena macchiata dei Caraibi)
  - Gymnothorax nasuta F. de Buen, 1961 (murena dell'Isola di Pasqua)
  - Gymnothorax neglectus S. Tanaka (I), 1911
  - Gymnothorax nigromarginatus Girard, 1858 (murena dal bordo nero)
  - Gymnothorax niphostigmus H. M. Chen, K. T. Shao & C. T. Chen, 1996
  - Gymnothorax nubilus J. Richardson, 1848
  - Gymnothorax nudivomer Günther, 1867 (murena dalla bocca gialla)
  - Gymnothorax nuttingi Snyder, 1904
  - Gymnothorax obesus Whitley, 1932 (murena di Griffin)
  - Gymnothorax ocellatus Agassiz, 1831 (murena ocellata)
  - Gymnothorax odishi Mohapatra, Mohanty, Smith, Mishra, and Roy, 2018
  - Gymnothorax panamensis Steindachner, 1876 (murena mascherata di Panama)
  - Gymnothorax parini Collette, D. G. Smith & E. B. Böhlke, 1991
  - Gymnothorax phalarus W. A. Bussing, 1998
  - Gymnothorax phasmatodes J. L. B. Smith, 1962 (murena fantasma)
  - Gymnothorax philippinus D. S. Jordan & Seale, 1907 (murena delle Filippine)
  - Gymnothorax pictus J. N. Ahl, 1789 (murena dipinta)
  - Gymnothorax pikei Bliss, 1883 (murena di Pike)
  - Gymnothorax pindae J. L. B. Smith, 1962 (murena Pinda)
  - Gymnothorax polygonius Poey, 1875 (murena poligono)
  - Gymnothorax polyspondylus E. B. Böhlke & J. E. Randall, 2000
  - Gymnothorax polyuranodon Bleeker, 1854 (murena d'acqua dolce)
  - Gymnothorax porphyreus Guichenot, 1848 (murena dalla pinna bassa)
  - Gymnothorax prasinus J. Richardson, 1848 (murena gialla)
  - Gymnothorax prionodon J. D. Ogilby, 1895 (murena screziata australiana)
  - Gymnothorax prismodon E. B. Böhlke & J. E. Randall, 2000
  - Gymnothorax prolatus K. Sasaki & Amaoka, 1991
  - Gymnothorax pseudoherrei E. B. Böhlke, 2000 (falsa murena bruna)
  - Gymnothorax pseudomelanosomatus K. H. Loh, K. T. Shao & H. M. Chen, 2015 (falsa murena dal bordo nero)
  - Gymnothorax pseudothyrsoideus Bleeker, 1853 (murena dalla pinna alta)
  - Gymnothorax pseudotile Mohapatra, Smith, Ray, Mishra & Mohanty, 2017 (murena dalla pinna bassa del Bengala)
  - Gymnothorax punctatofasciatus Bleeker, 1863 (murena macchiata di Bars)
  - Gymnothorax punctatus Bloch & J. G. Schneider, 1801 (murena a macchie bianche del Mar Rosso)
  - Gymnothorax randalli D. G. Smith & E. B. Böhlke, 1997 (murena di Randall)
  - Gymnothorax reevesii J. Richardson, 1845 (murena di Reeve)
  - Gymnothorax reticularis Bloch, 1795
  - Gymnothorax richardsonii Bleeker, 1852 (murena di Richardson)
  - Gymnothorax robinsi E. B. Böhlke, 1997 (murena di Robins)
  - Gymnothorax rueppelliae McClelland, 1844 (murena di Rüppell)
  - Gymnothorax ryukyuensis Hatooka, 2003
  - Gymnothorax sagenodeta Richardson, 1848
  - Gymnothorax sagmacephalus E. B. Böhlke, 1997
  - Gymnothorax saxicola D. S. Jordan & B. M. Davis, 1891
  - Gymnothorax serratidens Hildebrand & F. O. Barton, 1949
  - Gymnothorax shaoi H. M. Chen & K. H. Loh, 2007
  - Gymnothorax sokotrensis Kotthaus, 1968
  - Gymnothorax steindachneri D. S. Jordan & Evermann, 1903 (murena di Steindachner)
  - Gymnothorax taiwanensis H. M. Chen, K. H. Loh & K. T. Shao, 2008 (murena di Taiwan)
  - Gymnothorax thyrsoideus J. Richardson, 1845 (murena faccia grigia)
  - Gymnothorax tile F. Hamilton, 1822 (murena di fango indiana)
  - Gymnothorax undulatus Lacépède, 1803 (murena ondulata)
  - Gymnothorax unicolor Dell'Archè, 1809 (murena nera, murena monaca)
  - Gymnothorax vagrans Seale, 1917
  - Gymnothorax verrilli D. S. Jordan & C. H. Gilbert, 1883) (murena dagli occhi bianchi)
  - Gymnothorax vicinus Castelnau, 1855 (murena dalla bocca viola)
  - Gymnothorax visakhaensis Mohapatra, Smith, Mohanty, Mishra & Tudu, 2017
  - Gymnothorax walvisensis Prokofiev, 2009
  - Gymnothorax woodwardi McCulloch, 1912
  - Gymnothorax ypsilon Hatooka & J. E. Randall, 1992 (murena dalla fascia a Y)
  - Gymnothorax zonipectis Seale, 1906 (murena dalla pinna fasciata)